# Química click
La química click o química clic es una filosofía química introducida por K. Barry Sharpless del Instituto de Investigación Scripps, en 2001 y describe una operatoria química a medida para generar sustancias de forma rápida y fiable al unir pequeñas unidades entre sí. Se inspira en el hecho de que la naturaleza también genera sustancias al unir pequeñas unidades modulares.
La química click no es una reacción específica, sino que es un concepto que imita la naturaleza.

## Características
Las reacciones en la química click deberían reunir (o sería deseable) las siguientes características:
- ser modulares
- ser de amplio alcance
- dar un rendimiento químico muy alto
- generar sólo subproductos inofensivos
- ser estereoespecíficas
- ser fisiológicamente estables
- mostrar una gran fuerza termodinámica con una liberación de energía superior a 84 kJ/mol lo cual favorece que la reacción produzca un solo producto de la reacción. Una reacción exotérmica distinta hace que un reactivo "actúe como un resorte".
- poseer una elevada economía de átomos.

El proceso debe reunir (o sería deseable) las siguientes características:
- requerir condiciones simples de reacción
- usar materiales de partida y reactivos fácilmente disponibles
- no usar disolventes o utilizar un disolvente que sea benigno o que se elimine fácilmente (preferentemente agua)
- proporcionar un aislamiento simple del producto por métodos no cromatográficas (cristalización o destilación).

## Explicación
En los sistemas biológicos y bioquímicos, las proteínas están hechas de unidades repetidas de aminoácidos y los azúcares están hechos de unidades repetidas de monosacáridos. Las unidades de conexión están basados en enlaces carbono-heteroátomo C-X-C más que en enlaces carbono - carbono. Además, las enzimas permiten que los procesos químicos puedan superar grandes barreras de entalpía mediante una serie de reacciones cada una de las cuales solo requiere un pequeño gasto de energía. La imitación de la naturaleza en la síntesis orgánica es esencial para el descubrimiento de nuevos fármacos, dada la gran cantidad de estructuras posibles.
En 1996, W. C. Guida calculó el tamaño de la lista de posibles fármacos en 1063 candidatos, basándose en la presunción de que un candidato tendría menos de 30 átomos distintos del hidrógeno, pesaría menos de 500 daltons, se compone de átomos de hidrógeno, carbono, nitrógeno, oxígeno, fósforo, azufre, cloro y bromo, es estable a temperatura ambiente y también es estable frente al oxígeno y el agua. La química click en combinación con la química combinatoria, la selección de alto rendimiento y la construcción de librerías químicas acelera el descubrimiento de nuevos medicamentos convirtiendo cada reacción en una síntesis multietapa rápida, eficiente y predecible.
Muchos de los criterios de la química click son subjetivos y, aunque podrían acordarse criterios medibles y objetivos, es poco probable que cualquier reacción sea perfecta para cada situación y aplicación. Sin embargo, se han identificado varias reacciones que se ajusten al concepto mejor que otras:
- La cicloadición 1,3-dipolar de Huisgen, en particular la variante paso a paso catalizada por Cu(I), y que es a menudo conocida simplemente como "la reacción en un clic".
- Cicloadiciones tales como la reacción de Diels-Alder
- Ejemplos de sustitución nucleófila sobre todo a pequeños anillos tensionados como los compuestos de epoxy y aziridina
- Formación de urea de modo similar a la química del carbonilo, pero no mediante reacciones del tipo aldol debido a la débil fuerza termodinámica conductora.
- Reacciones de adición a dobles enlaces carbono-carbono como la dihidroxilación o los alquinos en la reacción tiol-ino.

## Cicloadición de azidas y alquinos de Huisgen
Una de las reacciones más populares dentro del concepto de la química click es la cicloadición de azidas y alquinos de Huisgen usando un catalizador de cobre (Cu) a temperatura ambiente. Se descubrió al mismo tiempo y de forma independiente por los grupos de Valery V. Fokin y K. Barry Sharpless en el Instituto de Investigación Scripps en California, y Morten Meldal en el Laboratorio Carlsberg, Dinamarca. A pesar de que la variante catalizada por Cu(I) fue publicada primero por Morten Meldal y sus compañeros de trabajo para la síntesis de peptidotriazoles en soporte sólido, estos autores no reconocieron el potencial de la reacción y no hicieron una conexión con el concepto de la química click. Fokin y Sharpless la describieron independientemente como un proceso catalítico confiable que ofrece "un nivel sin precedentes de selectividad, la fiabilidad y alcance para aquellas síntesis orgánicas que dependen de la creación de enlaces covalentes entre los diversos bloques de construcción", lo que sitúa esta reacción claramente entre los procesos más confiables que cumplen los criterios de la química click.
En la reacción son utilizados catalizadores de cobre y rutenio. El uso del cobre como catalizador da como resultado la formación del 1,4-regioisómero mientras que el catalizador de rutenio produce la formación del 1,5-regioisómero. Una desventaja de la reacción clic catalizada por Cu es que no funciona con los alquinos internos. Un mecanismo de esta reacción fue propuesto originalmente basándose en cálculos teóricos.

## Aplicaciones
La química click tiene amplias aplicaciones. Algunas de ellos son:
- Síntesis orgánica preparatoria de triazoles 1,4-sustituidos
- Modificación de la función de péptidos con triazoles
- Modificación de productos naturales y productos farmacéuticos
- Descubrimiento de fármacos
- Macrociclaciones mediante acoplamientos con triazoles catalizados con Cu(I)
- Modificación de ADN y nucleótidos mediante ligazón con triazol
- Química supramolecular: calixarenos, rotaxanos y catenanos
- Diseño de dendrímeros
- Agrupaciones (clusters) de hidratos de carbono y la conjugación de hidratos de carbono por reacciones de ligadura con triazol catalizadas por Cu(I)
- Polímeros
- Ciencia de los materiales
- Nanotecnología[7]
- Bioconjugación, por ejemplo, la azidocumarina.

La química click también se ha utilizado para el etiquetado de forma selectiva de biomoléculas en sistemas biológicos. Una reacción click se vaya a realizar en un sistema vivo debe cumplir un conjunto aún más riguroso de los criterios: debe ser bioortogonal, es decir, los reactivos utilizados no pueden interactuar con el sistema biológico de ninguna manera, ni pueden ser tóxicos. La reacción también debe llevarse a cabo a pH neutro y en o alrededor de la temperatura corporal. La mayoría de las reacciones click tienen un alto contenido de energía que hacen que las reacciones sean irreversibles e incluyen procesos de enlace entre un átomo de carbono y un heteroátomo. Un ejemplo de esto sería la reacción de Staudinger de las azidas.

## Licencia de uso de la tecnología
El 15 de julio de 2010, se anunció que el Instituto de Investigación Scripps firmó un acuerdo de licencia con Allozyne, una compañía privada de biotecnología con sede en Seattle. El acuerdo ofrece a Allozyne una licencia para aplicar la química click para el desarrollo exclusivo en las principales áreas terapéuticas, además de una licencia no exclusiva para aplicaciones de diagnóstico.

### En inglés
- Sitio web sobre investigaciones de Karl Barry Sharpless Archivado el 24 de noviembre de 2011 en Wayback Machine. con una lista de documentos de química click.
- Química click: Breve revisión y documentos recientes
- Field National Science Foundation: Feature "Going Live with Click Chemistry."
- Chemical and Engineering News: Feature "In-Situ Click Chemistry."
- Chemical and Engineering News: Feature "Copper-free Click Chemistry"
- Metal-free click chemistry review
- Click Chemistry - a Chem Soc Rev Número específico de esta revista resaltando las últimas aplicaciones de la química click, editada por M G Finn y Valery Fokin. Publicada por la Royal Society of Chemistry

- Datos: Q912270